# Crossocerus podagricus
Crossocerus podagricus är en stekelart som först beskrevs av Vander Linden 1829.  Crossocerus podagricus ingår i släktet Crossocerus, och familjen Crabronidae. Arten är reproducerande i Sverige.